# جون بوي راسموسن
جون بوي راسموسن (بالدنماركية: John Boye Rasmussen)‏ هو لاعب كرة يد دانمركي يلعب كحارس مرمى. يلعب حاليا مع نادي آلبورغ لكرة اليد في الدوري الدنماركي لكرة اليد ويحمل الرقم 1.